# Kossi Efoui
Kossi Efoui (Anfoin, 1962) é um escritor do Togo. 
Estudou Filosofia na Universidade de Lomé e fez parte do movimento contestatário ao regime de Gnassingbe Eyadema. Vive exilado em França. Escreve para teatro, crónicas (sobretudo para o Jeune Afrique) e romances. As sua ideologias colocam-no dentro do panafricanismo e da chamada Négritude de seus predecessores da África francófona. 

## Obras
- Io (tragédia), teatro, ed. Le bruit des autres, 2007
- Volatiles, notícias, ed. Joca Seria, 2006
- La Fabrique de cérémonies, romance, ed. Le Seuil, 2001
- L'entre-deux rêves de Pitagaba, teatro, ed. Acoria, 2000
- La Polka, romance, ed. Le Seuil,1998
- Le Petit Frère du rameur, teatro, ed.. Lansman, 1995
- La Malaventure, teatro, ed. Lansman, 1993
- Le carrefour, teatro, ed. L'Harmattan, 1989